# Kaspar Maximilian von Korff genannt Schmising
Kaspar Maximilian Freiherr von Korff genannt Schmising (* 15. August 1751; † 13. Oktober 1814) war Domherr in Münster, Osnabrück und Halberstadt.

## Leben

### Herkunft und Familie
Kaspar Maximilian von Korff gen. Schmising wurde als Sohn des Franz Otto von Korff gen. Schmising zu Tatenhausen und dessen Gemahlin Anna Elisabeth von Droste zu Vischering (1730–1790, Tochter des Maximilian Heidenreich Droste zu Vischering und Anna Rosina  von Wrede) geboren. Sein Bruder Clemens August Heinrich (1749–1821) war Oberhofmarschall des Kurfürsten von Köln und Fürstbischofs von Münster.

### Wirken
Im Jahre 1779 erhielt Kaspar Maximilian vom Kurfürsten Maximilian Friedrich eine Dompräbende in Münster. Ein Jahr später kam er in den Besitz einer Präbende in
Halberstadt. 1782 wurde er zum Hofrat im Hochstift Münster ernannt. Seine Wahl zum domkapitularischen Deputierten bei der Landpfennigkammer fiel in das Jahr 1784. Die höheren Weihen erhielt er erst im Jahre 1790, nachdem er zuvor im Jahre 1787 zum Propst von St. Mauritz in Münster ernannt worden war. 1788 erhielt er eine Präbende in Osnabrück. Kaspar Maximilian war Präsident des Ausschusses „Bureau de bienfaisance“ (Unterstützung der Hausarmen). Der Fonds wurde auf der Grundlage des kaiserlich-französischen Dekrets vom 3. November 1809 geschaffen und diente der Wohlfahrtspflege.